# Luisa Bertani
Luisa Matilde Maria Bertani (bulgarisch Луиза Матилде Мария Бертани; * 14. Juni 1996 in Mailand, Italien) ist eine italienisch-bulgarische Skirennläuferin.

## Karriere
Bertani gab ihr internationales Renndebüt am 27. November 2011 bei einem Juniorenrennen in Sulden. In den darauffolgenden Jahren bestritt sie hauptsächlich FIS-Rennen in Italien sowie diverse nationale Meisterschaften im benachbarten Ausland. Am 28. Oktober 2017 gab sie ihr Weltcupdebüt beim Riesenslalom in Sölden, wobei sie sich nicht für den zweiten Durchgang qualifizieren konnte. 2019 gewann sie bei den italienischen Meisterschaften hinter Marta Bassino und Federica Brignone die Bronzemedaille im Riesenslalom.
Ihre ersten und bisher einzigen Weltcuppunkte gewann Bertani am 15. Februar 2020 mit Rang 24 beim Riesenslalom in Kranjska Gora.
Nachdem Bertani nach der Saison 2021/22 erneut ihren Kaderplatz beim italienischen Skiverband verloren hatte, entschloss sie sich für einen Verbandswechsel und startet seitdem für den bulgarischen Skiverband. Ihr erstes Rennen für den bulgarischen Verband bestritt sie am 28. November 2022 in Mayrhofen.
2023 nahm Bertrani erstmals an einem internationalen Großereignis teil. Bei den Weltmeisterschaften in Courchevel bzw. Méribel belegte sie im Riesenslalom Platz 35, im Slalom klassierte sie sich auf dem 44. Rang. Zu Ende des Winters gewann sie den bulgarischen Meistertitel im Riesenslalom sowie die Silbermedaille im Slalom. Diesen Erfolg konnte sie 2024 wiederholen.

## Erfolge

### Weltmeisterschaften
- Courchevel/Méribel 2023: 35. Riesenslalom, 44. Slalom

### Weltcup
- Eine Platzierung unter den besten 30

### Europacup
- 2 Platzierungen unter den besten 5, davon ein Podestplatz

### South American Cup
- Eine Platzierung unter den besten 10

### Weitere Erfolge
- 17 Siege bei FIS-Rennen
- Bulgarische Meisterin im Riesenslalom (2023, 2024)
- Bulgarische Vizemeisterin im Slalom (2023, 2024)
- Bronze bei den italienischen Meisterschaften im Riesenslalom (2019)